# جوي هارينجتون
جوي هارينجتون (بالإنجليزية: Joey Harrington)‏ هو لاعب كرة قدم أمريكية أمريكي، ولد في 21 أكتوبر 1978 في بورتلاند في الولايات المتحدة.

## وصلات خارجية
- جوي هارينجتون على موقع مرجع كرة القدم المحترفة.كوم (الإنجليزية)
- جوي هارينجتون على موقع إن إن دي بي (الإنجليزية)